# Pantà de Riba-roja
El pantà de Riba-roja és un embassament que pertany al riu Ebre, creat per una presa situada al municipi de Riba-roja d'Ebre, que s'estén pels termes de Riba-roja d'Ebre, a la comarca de la Ribera d'Ebre, pel de la Pobla de Massaluca, a la de la Terra Alta, pel de Faió, a la del Baix Aragó-Casp (Aragó), i pel de Mequinensa, a la del Baix Cinca (Aragó).
El riu Ebre passa encaixonat entre plataformes tabulars calcàries que han facilitat la construcció del pantà (la presa és aigües amunt de la vila), de 38 km de llargada i una superfície de 2.152 ha, que arriba fins a l'aiguabarreig amb el Segre, amb una capacitat de 210 hm³. La central hidroelèctrica te una potencia de 262,8 MW. El 1996 l'agricultura donava feina al 6% de la població activa ocupada.
L'espai comprèn els costers calcari-margosos de les serres de Berrús, i la Fatarella al seu entorn. L'aiguabarreig dels rius Matarranya i Ebre presenta valors paisatgístics notables. La seva cua també presenta un interès particular per la diversitat de formes que ofereix. Els espectaculars congostos oberts sobre els materials tous pel Matarranya i l'Ebre contribueixen a remarcar l'espectacularitat paisatgística d'aquest espai.
S'estén des de Riba-roja d'Ebre fins a Mequinensa, sent una de les zones verges i insòlites de l'interior de Catalunya. Un entorn natural de gran bellesa on, la pesca d'oci forma part de l'activitat al costat de les activitats nàutiques. Navegar al seu ritme i en total llibertat amb una extensió de més de 50 km.
És una zona excepcional de pesca, rica i abundant tant en quantitat com en varietat d'espècies. Ideal per als aficionats a aquest esport. Existeixen varietats autòctones com l'anguila, el llop o gat, la perca, la carpa i la tenca. Com a espècies introduïdes apareixen principalment la perca americana o black-bass i el silur, aquesta darrera de gran acceptació pels afeccionats tant per la seva abundància com per la seva grandària.

## Dades
- Aigua embassada (2018): 208 hm³[1]
- Aigua embassada (2009): 204 hm³[1]

## Anàlisi dels embassaments
En un estudi realitzat recentment, la interpretació dels resultats del laboratori determinen que:
- Les aigües de Riba-roja i de Flix són aigües dures degut a la tipologia geològica de la zona amb calcàries gresoses que les fan aigües riques en calci.
- Es detecta presència de nitrats a totes les mostres procedents de l'explotació agrícola.
- S'han apreciat diferències entre les aigües de Riba-roja i Flix, i en especial les mostres procedents de la banda de la indústria, on la concentració de clorurs és major que en totes les altres mostres. La contaminació dels abocaments fa augmentar el nivell de sals i, per tant, de clorurs. S'observa, a més, presència de ferro a la mostra de la banda industrial i la inexistència a la resta de mostres.
- La conductivitat és major al costat de la indústria en comparació amb les altres mostres. Tenint en compte que les sals faciliten el pas del corrent elèctric, quan major és la conductivitat, major és el contingut de sals i, per tant, es pot afirmar que en aquesta zona hi ha indicis de contaminació.
- No es detecten sulfats a l'anàlisi de les aigües superficials, però no es descarta que hi siguin presents al fons del pantà.
- Les altes concentracions de substàncies contaminants no són les mateixes un cop passat l'embassament de Flix, no és arrossegada pel corrent del riu, o ho fa en una concentració mínima.
- No s'han trobat indicis de contaminació a la reserva Natural de Sebes, degut a la sedimentació dels llots al fons del riu i que les substàncies que queden dissoltes són arrossegades pel corrent i no arriben a la reserva.